# Giovanni Antonio Vanni
Giovanni Antonio Virginio Alessandro Vanni (Marino, 25 settembre 1855 – Roma, 17 febbraio 1924) è stato un magistrato e politico italiano.

## Biografia
Entrato diciannovenne nell'amministrazione delle finanze, nel 1894 passa al Consiglio di stato dove è referendario e, dal 1906, consigliere. È stato prosindaco di Roma negli anni della giunta di sinistra guidata da Ernesto Nathan, vice-presidente dell'Associazione fra i romani, membro della Commissione centrale per le bonifiche e del Consiglio sanitario provinciale di Roma, presidente della Società per l'istruzione popolare gratuita e dell'Associazione del Libero pensiero "Giordano Bruno". Nominato senatore a vita nel 1919 quale consigliere di stato dopo cinque anni di funzioni.

### Massoneria
Fu iniziato in Massoneria il 29 marzo 1901 nella Loggia Universo di Roma, divenne Maestro massone il 5 dicembre 1903. Consigliere dell'Ordine, nel 1909 fu secondo Gran sorvegliante e Gran maestro aggiunto nel 1901, col Gran maestro Ettore Ferrari.  Fu Luogotenente gran commendatore del Rito scozzese antico e accettato.